# Pelesalja
Pelesalja (ukránul: Підплеша [Pudplesa], falu Ukrajnában, a Kárpátalján, a Técsői járásban.

## Fekvése
Técsőtől északkeletre fekvő település.

## Nevének eredete
A település nevének Pudplesa elnevezése ruszin eredetű. A falu a Plesa nevű hegy tövében jött létre. A hegynév alapja a román pleş ’kopasz hegytető, kopár hely’ (Dr M. 2: 257, Mizser 2007: 102), szlovák plĕšь, illetve a ruszin-ukrán пуд~пiд’ alj, fenék, kopaszság, tar fejtető’. A hivatalos ukrán Підплеша a ruszin név ukránosított alakja. Pesty Frigyes leírása szerint pedig: „nevét a hegytől melynek tövében fekszik vette – Plesa (:ruthenül lejtős hegy:)”.

## Története
Nevét 1828-ban Pudplessa néven említették (Nagy 198). Későbbi névváltozatai: 1838-ban, 1851-ben és 1892-ben Pudplesa, 1913-ban Pelesalja (Hnt.), 1925-ben Podpleša, Podpleši (ComMarmUg. 103), 1983-ban Підплеша, Пoдплеша (Zo).
A település nevét Pudplesa alakról 1900-ban, az országos helységnévrendezés során magyarosították  Pelesaljára (Mező 1999: 313).